# Apamea flavorufa
Apamea flavorufa är en fjärilsart som beskrevs av Tutt 1891. Apamea flavorufa ingår i släktet Apamea och familjen nattflyn. Inga underarter finns listade i Catalogue of Life.